# Max Pie
Max Pie ist eine belgische Power- und Progressive-Metal-Band aus Tubize, die im Jahr 2005 gegründet wurde.

## Geschichte
Die Band wurde im Jahr 2005 gegründet. In den folgenden Jahren arbeitete die Band an neuem Material, während sich die Besetzung der Gruppe mehrfach veränderte. Das Debütalbum Initial Process folgte schließlich im Jahr 2011, wobei hierauf Emanuele Casali (DGM, Astra) als Gast-Keyboarder zu hören war. Auf dem nächsten Album Eight Pieces – One World war der Gitarrist Simone Mularoni (DGM, Empyrios) in zwei Liedern als Gastmusiker zu hören. Mularoni masterte und mischte das Album zudem in den Domination Studios in San Marino ab.

## Stil
Laut Dominik Winter vom Metal Hammer spiele die Band auf Eight Pieces – One World progressiven Power Metal, vergleichbar mit der Musik von Kamelot, Fates Warning, Rhapsody of Fire, Eldritch, Labyrinth, Symphony X und frühen Dream Theater. In Liedern wie Earth's Rules sei ein orientalischer Einfluss hörbar. Zudem seien die Lieder geprägt durch häufige Geschwindigkeits- und Stimmungswechseln. Der kratzige Gesang erinnere an Russell Allen (Symphony X) oder John Bush (Armored Saint).

## Diskografie
- Initial Process (Album, 2011, Ultimate Records)
- Eight Pieces – One World (Album, 2013, Mausoleum Records)